# Demonax semiluctuosus
Demonax semiluctuosus är en skalbaggsart som först beskrevs av White 1855.  Demonax semiluctuosus ingår i släktet Demonax och familjen långhorningar.
Artens utbredningsområde är:
- Laos.
- Burma.
- Nepal.

Inga underarter finns listade i Catalogue of Life.